# 原田泰治

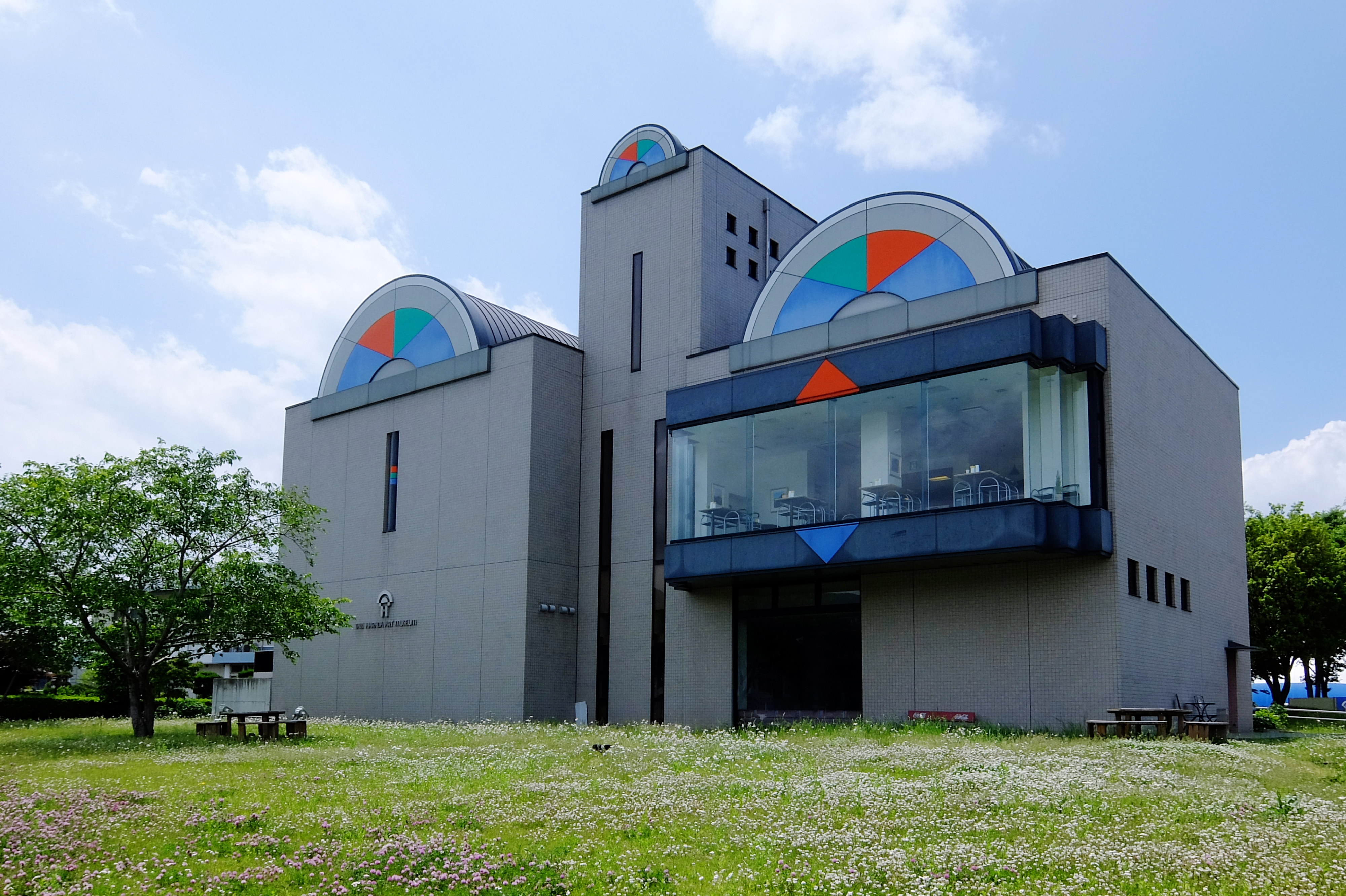
诹访市原田泰治美术馆

原田泰治（日語：原田泰治, 1940年4月29日—）是一位日本画家。

## 生平
1940年出生于日本长野县，1岁时患上小儿麻痹症，行动困难。1963年毕业于武藏野美术大学，1980年获得小学馆儿童出版文化奖，1982年开始在朝日新闻周日版连载“原田泰治的世界展览”，1998年担任诹访市原田泰治美术馆名誉馆长。2000年开始在日本各地举办20场「日本の童謡・唱歌100選展」。

## 著作
- 《故乡，心里的风景》，南海出版公司，2016年6月，ISBN 9787544282260
- 《原田泰治的素朴画世界》，新星出版社，2017年12月，ISBN 9787513324441
- 《大山的礼物》，新星出版社，2020年11月，ISBN 9787513341172